# Travin Thibodeaux
Travin Thibodeaux (Plaquemine, 19 febbraio 1996) è un cestista statunitense.